# Tătărăuca Veche
Tătărăuca Veche è un comune della Moldavia situato nel distretto di Soroca di 2.203 abitanti al censimento del 2004.

## Località
Il comune è formato dall'insieme delle seguenti località (popolazione 2004):
- Tătărăuca Veche (625 abitanti)
- Decebal (136 abitanti)
- Niorcani (524 abitanti)
- Slobozia Nouă (345 abitanti)
- Tătărăuca Nouă (492 abitanti)
- Tolocăneşti (81 abitanti)